# ایوان د لا بره
ایوان د لا بره (انگلیسی: Ivan de la Bere؛ ۲۵ آوریل ۱۸۹۳ – ۲۷ دسامبر ۱۹۷۰ (۷۷ ساله)) فرد نظامی اهل بریتانیا بود.